# El Salitre de Maruata
El Salitre de Maruata är en ort i Mexiko.   Den ligger i kommunen Coalcomán de Vázquez Pallares och delstaten Michoacán de Ocampo, i den södra delen av landet, 400 km väster om huvudstaden Mexico City. El Salitre de Maruata ligger 1 139 meter över havet och antalet invånare är 287.
Terrängen runt El Salitre de Maruata är huvudsakligen kuperad, men åt sydost är den bergig. El Salitre de Maruata ligger nere i en dal. Runt El Salitre de Maruata är det mycket glesbefolkat, med 7 invånare per kvadratkilometer. Närmaste större samhälle är Coalcomán de Vázquez Pallares, 11,6 km söder om El Salitre de Maruata. I omgivningarna runt El Salitre de Maruata växer huvudsakligen savannskog.